# Джобария
Джобария (лат. Jobaria) — род динозавров-зауроподов из группы Eusauropoda, живших в юрском периоде (174,1—145,0 млн лет назад) на территории современного Нигера.

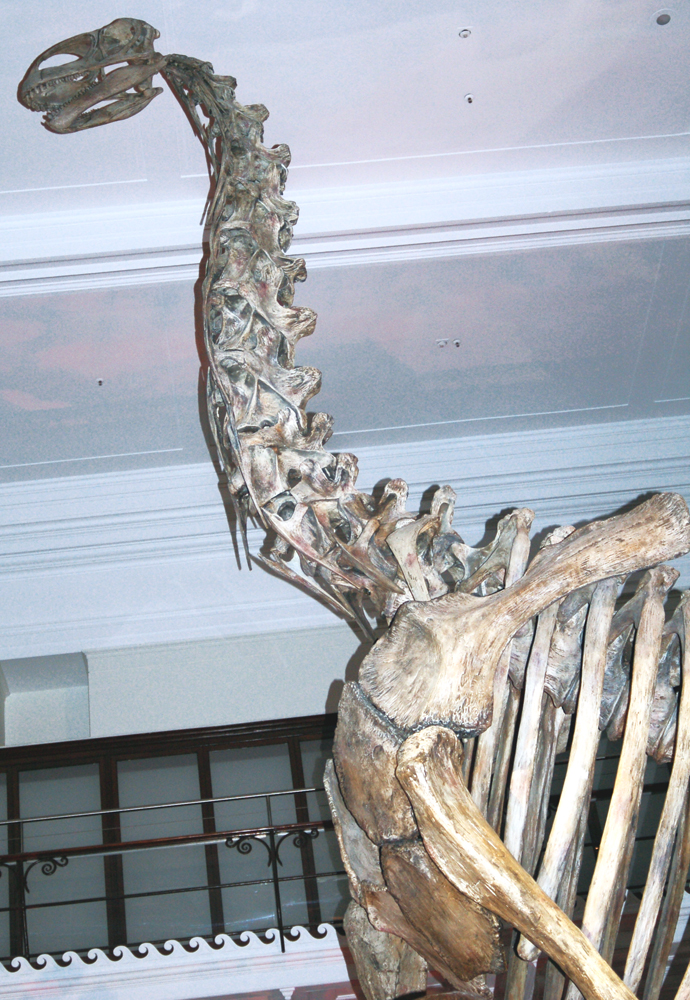

Род впервые описан палеонтологом Полом Серено в 1999 году. Типовой и единственный вид Jobaria tiguidensis основан на голотипе MNN TIG3, найденном в формации Tiouraré региона Агадес, расположенной в пустыне Сахара. Найденный поврежденный череп по форме напоминал камаразавра.

## Размеры

Джобария завропод длиной около 18,8 метров(60 футов) с короткой шеей состоявшея из 12 позвонков.

## Классификация и примечание
1. ↑  Jobaria (англ.) информация на сайте Paleobiology Database. (Дата обращения: 6 августа 2017).
2. ↑  Sereno P. C., Beck A. L., Dutheil D. B., Larsson H. C. E., Lyon G. H., Moussa B., Sadleir R. W., Sidor C. A., Varricchio D. J., Wilson G. P. & Wilson J. A. 1999. Cretaceous Sauropods from the Sahara and the Uneven Rate of Skeletal Evolution Among Dinosaurs. Science 286(5443): 1342—1347 (Nov 12 1999).